# Derrumbe del edificio Azorín
El derrumbe del edificio Azorín es el colapso total de un edificio en construcción de 10 plantas de altura el día 15 de septiembre de 1970. Este edificio se ubicaba entre las calles Azorín y Hermanos Pinzón, en la ciudad de Almería, España. Su hundimiento provocó 15 muertos y 6 heridos graves. Fue una de las mayores catástrofes ocurridas en la provincia de Almería durante el siglo XX.

## Historia

### Derrumbe
El derrumbe sucedió poco después de la finalización de la estructura, y cuando los albañiles, fontaneros, carpinteros y electricistas empezaban a ocupar el edificio para finalizar la obra. Poco después de las dos de la tarde del día 15 de septiembre de 1970, los vecinos del barrio de Altamira quedaron sobresaltados por un gran estruendo que hizo temblar a los edificios cercanos al derrumbe y que incluso provocó la rotura de múltiples cristaleras de las viviendas colindantes. De manera casi inmediata la noticia se propagó por toda la ciudad. Pocas horas después, la emisora de radio local Radio Almería EAJ-60, (actualmente Onda Cero Almería), era la primera en hacerse eco y en aportar los primeros datos sobre la tragedia que acababa de ocurrir. Más tarde, por la noche, los noticiarios de toda España ya se hacían eco de la noticia.
Tras el derrumbe y en medio del caos, los viandantes y vecinos de la zona fueron los primeros en intentar auxiliar a las personas que quedaron atrapadas bajo los escombros. Apenas media hora más tarde se congregaban en el lugar del siniestro miles de personas tratando de ayudar en las labores de rescate así como las autoridades de la ciudad. El gobernador civil, Juan Mena de la Cruz, y el alcalde de Almería por aquel entonces, Francisco Gómez Angulo, fueron de los primeros en llegar al lugar del derrumbe. Policía Municipal, Policía Nacional, Guardia Civil, Soldados del campamento de Viator y Bomberos fueron movilizados de inmediato para ayudar en las labores de rescate y de auxilio a los heridos, todos bajo las órdenes del juez de guardia, Salvador Domínguez Martín, que en ese momento era el titular del juzgado de instrucción número dos de Almería. Cabe mencionar sin duda la heroica actitud de uno de los bomberos almerienses que colaboraron en el rescate de los heridos que aun se encontraban entre los escombros del edificio Azorín. Se trata de Manuel Rodríguez Luque, quien fue el primero en acceder a los restos aun humeantes del edificio derrumbado, y que mientras sus compañeros le pedían prudencia y que esperase a acceder al edificio, Manuel les dijo: "No temáis, solo se muere una vez". Gracias a esta rápida y valiente actuación pudieron ser rescatados con vida varios obreros, algunos de ellos siendo sacados en brazos y sin bombona de oxígeno por el propio Manuel Rodríguez Luque.
Cálculos posteriores a la tragedia indicaron que de haberse producido el derrumbe una vez concluido y habitado el edificio, el número total de víctimas mortales podría haber sido superior a 300 fallecidos.

### Días posteriores y rescate de José González Pascual
En los días posteriores al desastre, miles de almerienses colaboraron voluntariamente junto a los equipos de rescate. Se instalaron grandes focos sobre la zona del derrumbe y se cavó un túnel para acceder a los sótanos del edificio. En esta zona se encontraba José González Pascual, un joven albañil de 20 años que quedó atrapado entre los escombros. Para su rescate hubo que horadar un agujero de unos 50 centímetros de diámetro a través de los muros derrumbados. Una vez despejada la zona, el médico Raimundo Castro Mayor se encargó de la complicada intervención quirúrgica que el joven requería, ya que una de sus piernas estaba atrapada entre dos bloques de hormigón. El médico Raimundo Castro Mayor, en una situación muy precaria, no tuvo otra opción que amputarle la pierna al joven albañil para liberarlo de entre los escombros. Desafortunadamente, José González Pascual falleció días más tarde en el Hospital Bola Azul a consecuencia de las heridas.

### Personalidades
A lo largo de los días posteriores a la tragedia, fueron varias las personalidades que mostraron su preocupación y sus condolencias con la ciudad de Almería, así como con los heridos y los familiares de los fallecidos. Cabe destacar también el desplazamiento hasta Almería del por aquel entonces ministro de trabajo Licinio de la Fuente. Además, desde muchos lugares de España se recibieron numerosos telegramas de pésame y muestras de condolencia por la tragedia ocurrida. Entre los muchos mensajes recibidos destaca el que envió el hoy rey emérito, Juan Carlos I.

## Motivos y responsables

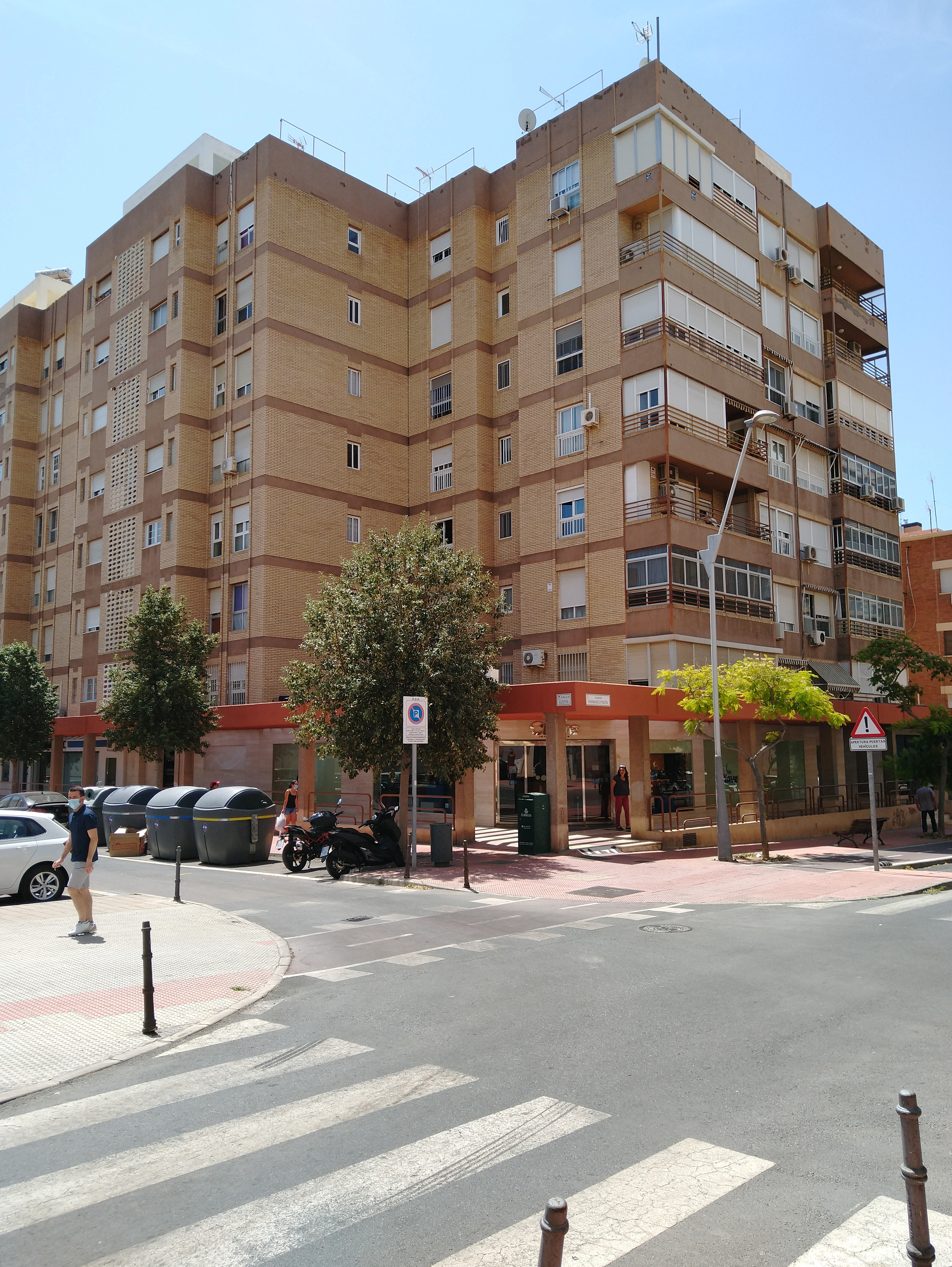
Edificio que ocupa actualmente la finca del original derrumbado.

Tras el juicio se conoció que el colapso del edificio se debió principalmente a dos motivos; En primer lugar a un error en los cálculos de la distribución de las cargas, lo que supuso que la estructura dispusiera de menos pilares de los necesarios para soportar el peso del edificio. Y en segundo lugar, se descubrió que el cemento usado en la construcción había sido adulterado por la empresa suministradora "Cementos Alba de Lorca", de Murcia, lo que dio como resultado un cemento de pésima calidad.
Casi cuatro años después del derrumbe del edificio Azorín, la Audiencia Provincial de Almería condenó el día 16 de julio de 1974 al arquitecto Fernando Cassinello Pérez a cuatro años de prisión por el delito de "imprudencia temeraria, con resultado de muertes, lesiones y daños". De igual modo, seis años después de la tragedia, en 1976, el Tribunal Supremo condenó también al director de la fábrica "Cementos Alba de Lorca", Juan José Alonso, a un año de prisión y a múltiples indemnizaciones por la "adulteración del cemento suministrado".
Adicionalmente, testigos directos de la catástrofe indicaron que el desencadenante final del derrumbe del edificio Azorín pudo deberse a que el arquitecto decidió eliminar algunos pilares del aparcamiento subterráneo del edificio. Este hecho podría haber debilitado aún más una estructura ya de por sí débil debido a su diseño y materiales.

## Supervivientes
Entre los pocos supervivientes de esta tragedia destacan dos albañiles que se encontraban en la zona baja del edificio Azorín y que salvaron sus vidas de forma milagrosa. En un momento determinado escucharon un fuerte ruido que provenía de una zona en la que estaba empezando a desmoronarse el edificio y que ambos trabajadores confundieron con un terremoto. Al oír este estruendo, y pensando que se trataba de un seísmo, ambos albañiles corrieron a refugiarse, uno de ellos dentro de un ascensor cercano y el otro dentro de una bañera recién instalada. Esta confusión les acabó salvando la vida.